# Brantigny
Brantigny est une commune française située dans le département des Vosges, en région Grand Est.
Ses habitants sont appelés les Brantignots.

### Localisation

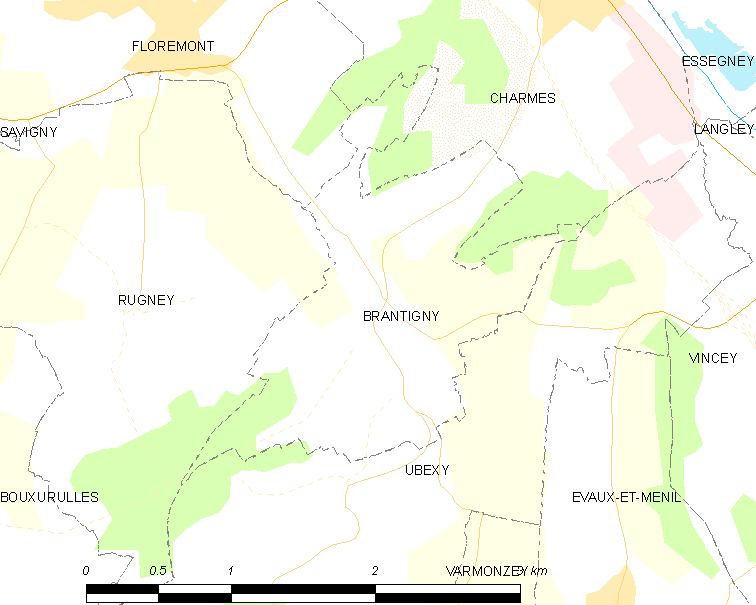
Situation géographique de Brantigny.

## Géographie

### Sismicité
Commune située dans une zone 2 de sismicité faible.

### Hydrographie et eaux souterraines
Hydrogéologie et climatologie : Système d’information pour la gestion des eaux souterraines du bassin Rhin-Meuse :
Territoire communal : Occupation du sol (Corinne Land Cover) ; Cours d'eau (BD Carthage),
Géologie : Carte géologique ; Coupes géologiques et techniques,
 Hydrogéologie : Masses d'eau souterraine ; BD Lisa ; Cartes piézométriques.

#### Réseau hydrographique
La commune est située dans le bassin versant du Rhin, au sein du bassin Rhin-Meuse. Elle est drainée par le Colon et le ruisseau le Colme,.
Le Colon, d'une longueur totale de 20,3 km, prend sa source dans la commune de Regney et se jette  dans le Madon à Xaronval, après avoir traversé 13 communes.

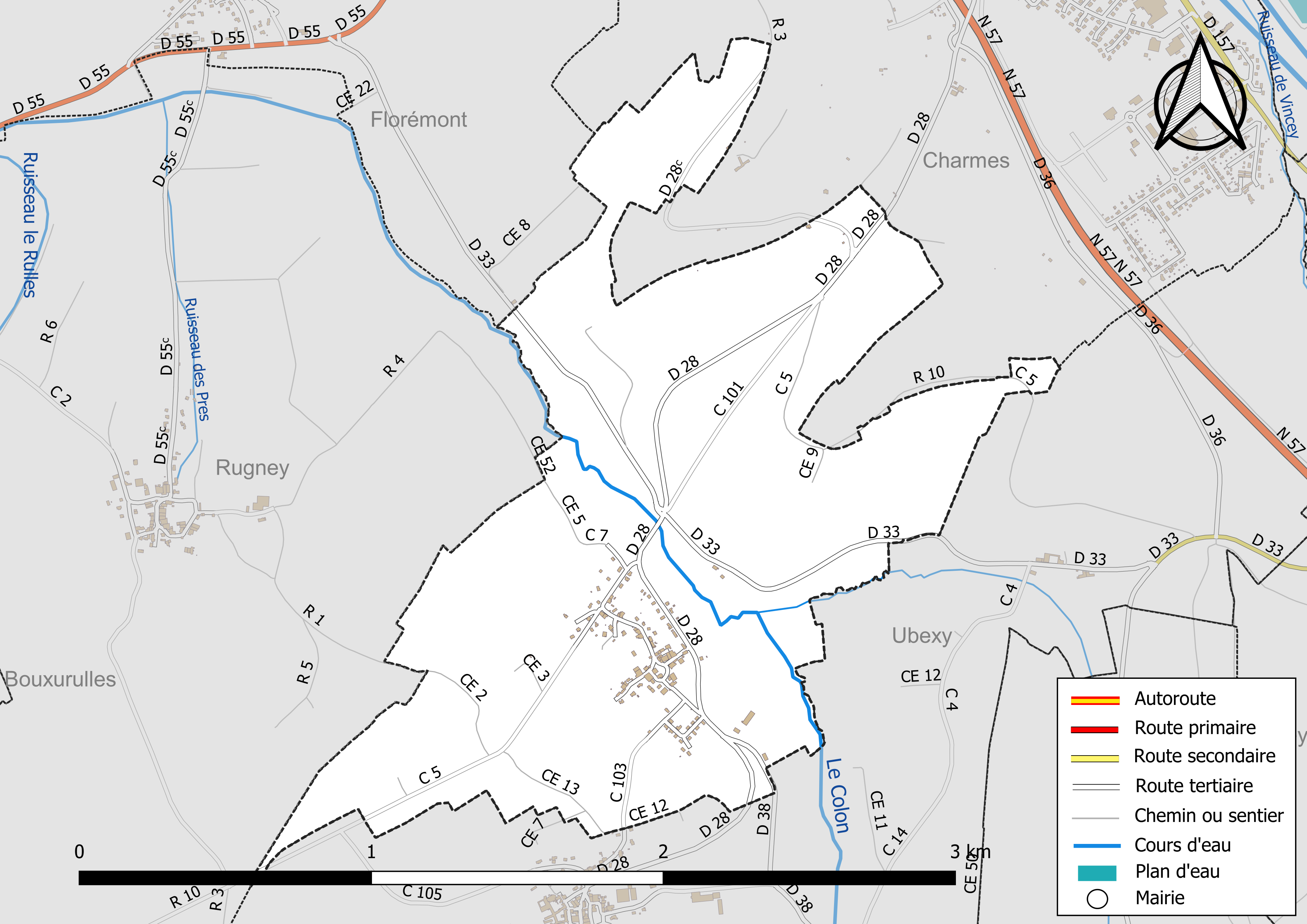
Réseaux hydrographique et routier de Brantigny.

#### Gestion et qualité des eaux
Le territoire communal est couvert par le schéma d'aménagement et de gestion des eaux (SAGE) « Nappe des Grès du Trias Inférieur ». Ce document de planification, dont le territoire comprend le périmètre de la zone de répartition des eaux de la nappe des Grès du trias inférieur (GTI), d'une superficie de 1 497 km2,  est en cours d'élaboration. L’objectif poursuivi est de stabiliser les niveaux piézométriques de la nappe des GTI et atteindre l'équilibre entre les prélèvements et la capacité de recharge de la nappe. Il doit être cohérent avec les objectifs de qualité définis dans les SDAGE Rhin-Meuse et Rhône-Méditerranée. La structure porteuse de l'élaboration et de la mise en œuvre est le conseil départemental des Vosges.
La qualité des eaux de baignade et des cours d’eau peut être consultée sur un site dédié géré par les agences de l’eau et l’Agence française pour la biodiversité.

### Climat
Pour des articles plus généraux, voir Climat du Grand Est et Climat des Vosges.
En 2010, le climat de la commune est de type climat des marges montargnardes, selon une étude du Centre national de la recherche scientifique s'appuyant sur une série de données couvrant la période 1971-2000. En 2020, Météo-France publie une typologie des climats de la France métropolitaine dans laquelle la commune est exposée à un climat semi-continental et est dans la région climatique  Lorraine, plateau de Langres, Morvan, caractérisée par un hiver rude (1,5 °C), des vents modérés et des brouillards fréquents en automne et hiver. 
Pour la période 1971-2000, la température annuelle moyenne est de 9,7 °C, avec une amplitude thermique annuelle de 17 °C. Le cumul annuel moyen de précipitations est de 966 mm, avec 12,8 jours de précipitations en janvier et 9,8 jours en juillet. Pour la période 1991-2020, la température moyenne annuelle observée sur la station météorologique de Météo-France la plus proche, « Mirecourt-inra », sur la commune de Mirecourt à 12 km à vol d'oiseau, est de 10,4 °C et le cumul annuel moyen de précipitations est de 824,3 mm. 
La température maximale relevée sur cette station est de 39,5 °C, atteinte le 25 juillet 2019 ; la température minimale est de −19,5 °C, atteinte le 20 décembre 2009,,. 
Les paramètres climatiques de la commune ont été estimés pour le milieu du siècle (2041-2070) selon différents scénarios d'émission de gaz à effet de serre à partir des nouvelles projections climatiques de référence DRIAS-2020. Ils sont consultables sur un site dédié publié par Météo-France en novembre 2022.

## Urbanisme

### Typologie
Au 1er janvier 2024, Brantigny est catégorisée commune rurale à habitat dispersé, selon la nouvelle grille communale de densité à sept niveaux définie par l'Insee en 2022.
Elle est située hors unité urbaine. Par ailleurs la commune fait partie de l'aire d'attraction de Charmes, dont elle est une commune de la couronne,. Cette aire, qui regroupe 10 communes, est catégorisée dans les aires de moins de 50 000 habitants,.

### Occupation des sols
L'occupation des sols de la commune, telle qu'elle ressort de la base de données européenne d’occupation biophysique des sols Corine Land Cover (CLC), est marquée par l'importance des territoires agricoles (87 % en 2018), une proportion sensiblement équivalente à celle de 1990 (87,1 %). La répartition détaillée en 2018 est la suivante : 
zones agricoles hétérogènes (40,6 %), terres arables (23 %), prairies (21,1 %), forêts (12,9 %), cultures permanentes (2,2 %), zones urbanisées (0,1 %). L'évolution de l’occupation des sols de la commune et de ses infrastructures peut être observée sur les différentes représentations cartographiques du territoire : la carte de Cassini (XVIIIe siècle), la carte d'état-major (1820-1866) et les cartes ou photos aériennes de l'IGN pour la période actuelle (1950 à aujourd'hui).

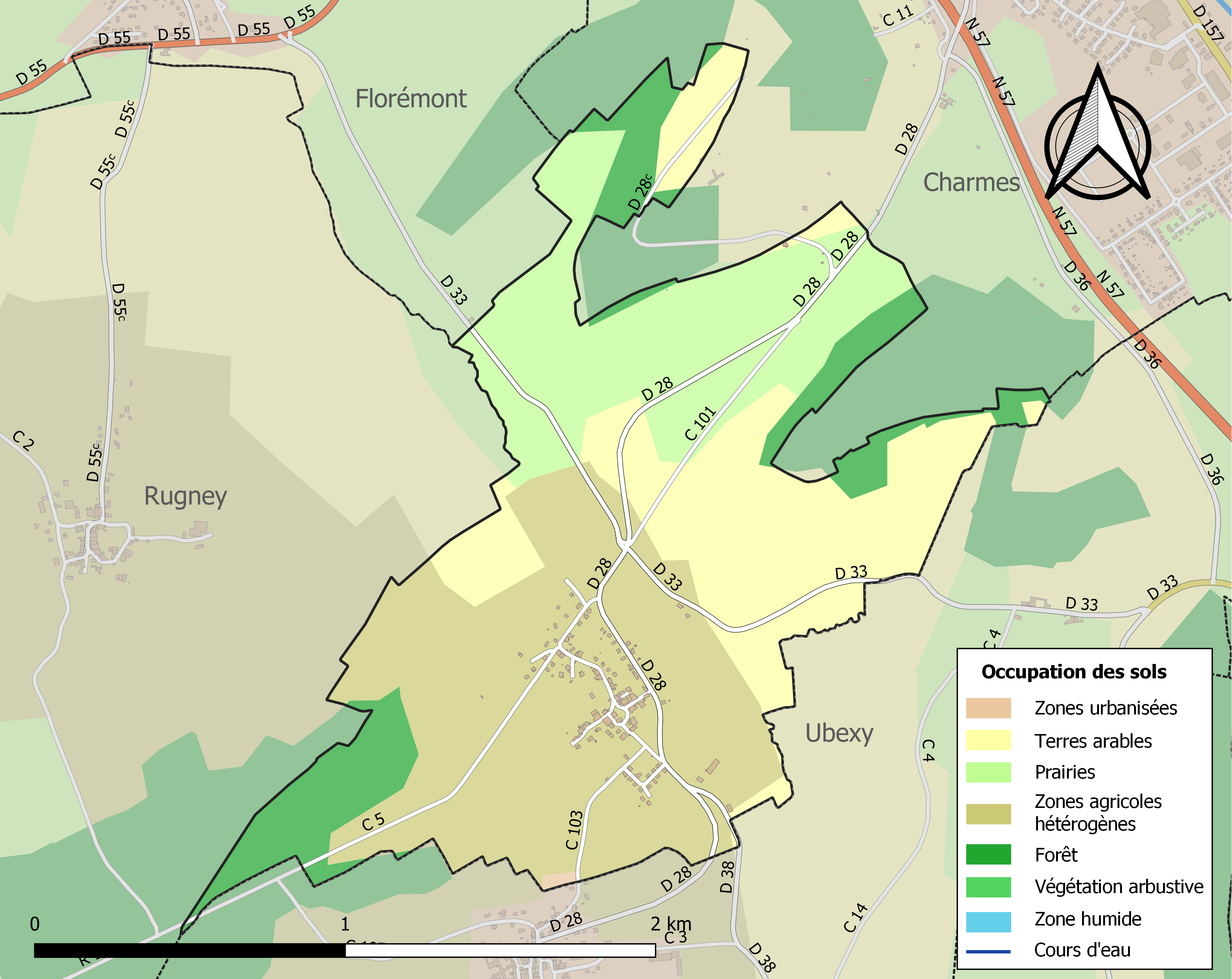
Carte des infrastructures et de l'occupation des sols de la commune en 2018 (CLC).

## Toponymie
Brantinis (1163) ; Brantiniaci (XIIe siècle) ; Branteigney (1341) ; Brantegncix (1338) ; Brantegney (1341) ; Brantigneyo, Bratigneyo (1402) ; Branthegney (1481).
Jadis Brantinis en 1163, du vieux français Brant ou Branc, de l’ancien bas vieux-francique *brand « lame de l'épée, épée », avec une métaphore qui allie « tison, brandon » et « épée étincelante » en raison du brillant, de l’éclat de la lame.

## Histoire
Le nom du village, Brantinis, est attesté dès 1163. Brantigny dépendait du duc de Lorraine et de l’abbé de Moyenmoutier. Elle faisait partie du bailliage de Charmes.
Au spirituel, la commune était le chef-lieu d’une paroisse de laquelle dépendaient Dommartin, Ubexy, Évaux-et-Ménil et Varmonzey.
La Fondation du patrimoine intervient en faveur de l’église l'église l'Assomption-de-Notre-Dame pour sa restauration, à la suite de l'effondrement partiel de la voûte ayant occasionné la fermeture de l’église dès 2021,.

## Politique et administration

### Budget et fiscalité 2022

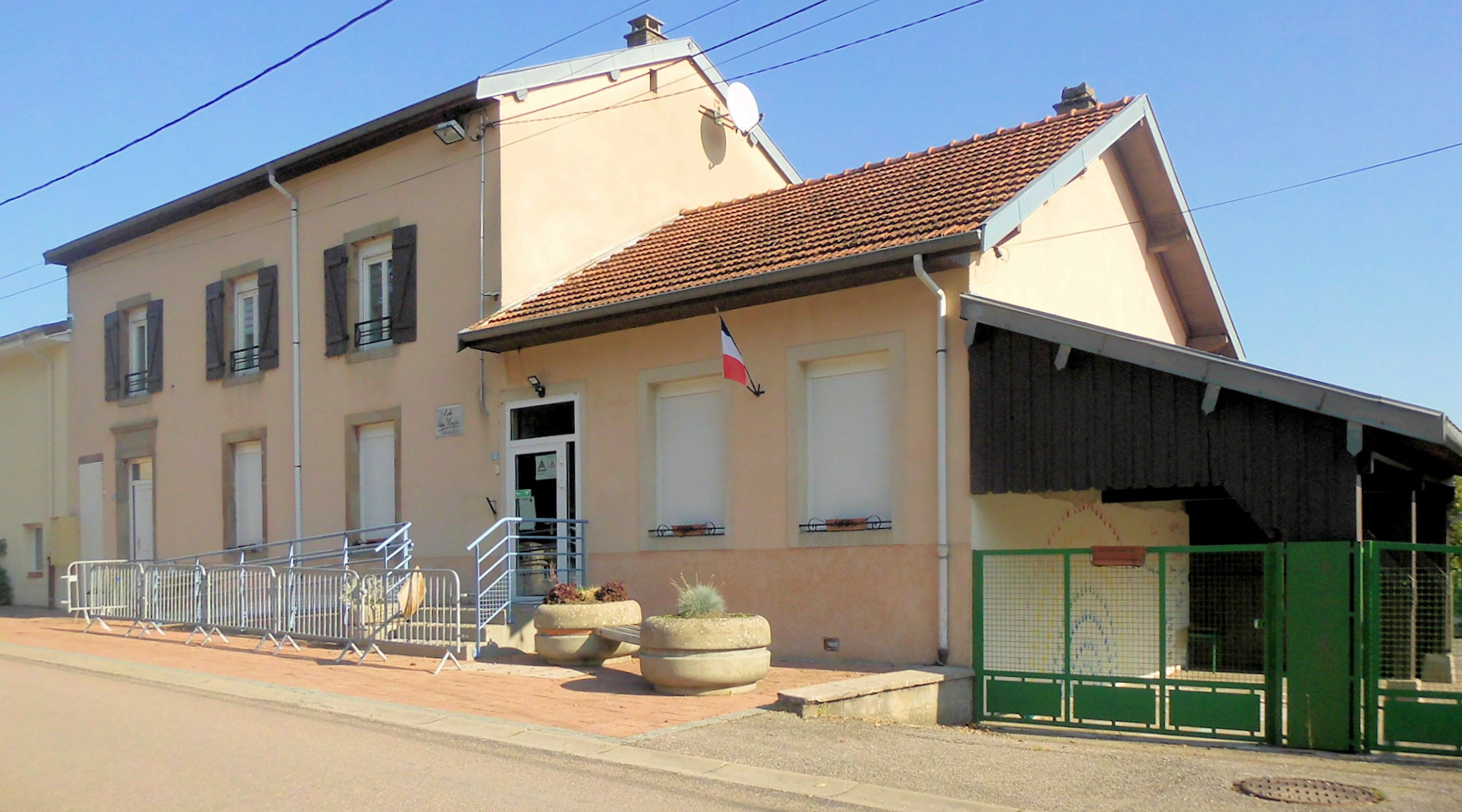
La mairie.

En 2022, le budget de la commune était constitué ainsi :
- total des produits de fonctionnement : 98 000 €, soit 451 € par habitant ;
- total des charges de fonctionnement : 97 000 €, soit 448 € par habitant ;
- total des ressources d'investissement : 218 000 €, soit 1 005 € par habitant ;
- total des emplois d'investissement : 79 000 €, soit 363 € par habitant ;
- endettement : 1 119 000 €, soit 550 € par habitant.

Avec les taux de fiscalité suivants :
- taxe d'habitation : 6,76 % ;
- taxe foncière sur les propriétés bâties : 34,84 % ;
- taxe foncière sur les propriétés non bâties : 18,70 % ;
- taxe additionnelle à la taxe foncière sur les propriétés non bâties : 0,00 % ;
- cotisation foncière des entreprises : 0,00 %.

Chiffres clés Revenus et pauvreté des ménages en 2021 : médiane en 2021 du revenu disponible, par unité de consommation : 24 500 €.

### Liste des maires
| Période                                  | Période                       | Identité                        | Étiquette | Qualité   |
| ---------------------------------------- | ----------------------------- | ------------------------------- | --------- | --------- |
| Les données manquantes sont à compléter. |                               |                                 |           |           |
| avril 1938                               | novembre 1970                 | Georges Ravon                   |           |           |
| novembre 1970                            | mars 1977                     |                                 |           |           |
| mars 1977                                | mars 2001                     | Marie-Aimée Antoine (1921-2014) | RPR       | Retraitée |
| Mars 2001                                | 23 Mai 2020                   | Gérard Schneider                |           |           |
| 23 Mai 2020                              | En cours (au 11 Juillet 2020) | Alain Guihard                   |           |           |

### Rattachements administratifs et électoraux
Brantigny appartient à l'arrondissement d'Épinal et au canton de Charmes.

## Population et société

### Démographie

#### Évolution démographique
L'évolution du nombre d'habitants est connue à travers les recensements de la population effectués dans la commune depuis 1793. Pour les communes de moins de 10 000 habitants, une enquête de recensement portant sur toute la population est réalisée tous les cinq ans, les populations de référence des années intermédiaires étant quant à elles estimées par interpolation ou extrapolation. Pour la commune, le premier recensement exhaustif entrant dans le cadre du nouveau dispositif a été réalisé en 2006.

En 2022, la commune comptait 200 habitants, en évolution de −4,76 % par rapport à 2016 (Vosges : −2,96 %, France hors Mayotte : +2,11 %).
| 1793 | 1800 | 1806 | 1821 | 1831 | 1836 | 1841 | 1846 | 1856 |
| ---- | ---- | ---- | ---- | ---- | ---- | ---- | ---- | ---- |
| 205  | 213  | 200  | 258  | 265  | 254  | 258  | 266  | 247  |

| 1861 | 1866 | 1876 | 1881 | 1886 | 1891 | 1896 | 1901 | 1906 |
| ---- | ---- | ---- | ---- | ---- | ---- | ---- | ---- | ---- |
| 227  | 223  | 209  | 185  | 180  | 165  | 165  | 156  | 144  |

| 1911 | 1921 | 1926 | 1931 | 1936 | 1946 | 1954 | 1962 | 1968 |
| ---- | ---- | ---- | ---- | ---- | ---- | ---- | ---- | ---- |
| 120  | 119  | 118  | 118  | 113  | 124  | 130  | 121  | 127  |

| 1975 | 1982 | 1990 | 1999 | 2006 | 2011 | 2016 | 2021 | 2022 |
| ---- | ---- | ---- | ---- | ---- | ---- | ---- | ---- | ---- |
| 95   | 162  | 151  | 149  | 175  | 199  | 210  | 204  | 200  |

### Enseignement
Établissements d'enseignements :
- Écoles maternelles et primaires à Brantigny, Florémont, Charmes, Évaux-et-Ménil, Vincey.
- Collèges à Charmes, Châtel-sur-Moselle, Mirecourt, Dompaire, Bayon.
- Lycées à Mirecourt, Thaon-les-Vosges, Harol, Épinal.

### Santé
Professionnels et établissements de santé :
- Médecins à Charmes, Vincey, Nomexy, Châtel-sur-Moselle.
- Pharmacies à Charmes, Vincey, Portieux, Nomexy, Châtel-sur-Moselle.
- Hôpitaux à Charmes, Châtel-sur-Moselle, Mirecourt.

### Cultes
- Culte catholique, Paroisse Saint-Nicolas-du-Haut-du-Mont[31], Diocèse de Saint-Dié.

## Économie

### Entreprises et commerces

#### Agriculture
- Culture de légumes, de melons, de racines et de tubercules.
- Autres cultures permanentes

#### Tourisme
- Hébergements et restauration à Vincey, Mirecourt, Épinal, Rouvres-en-Xaintoix.

#### Commerces
- Commerces et services de proximité.

## Culture locale et patrimoine

### Lieux et monuments

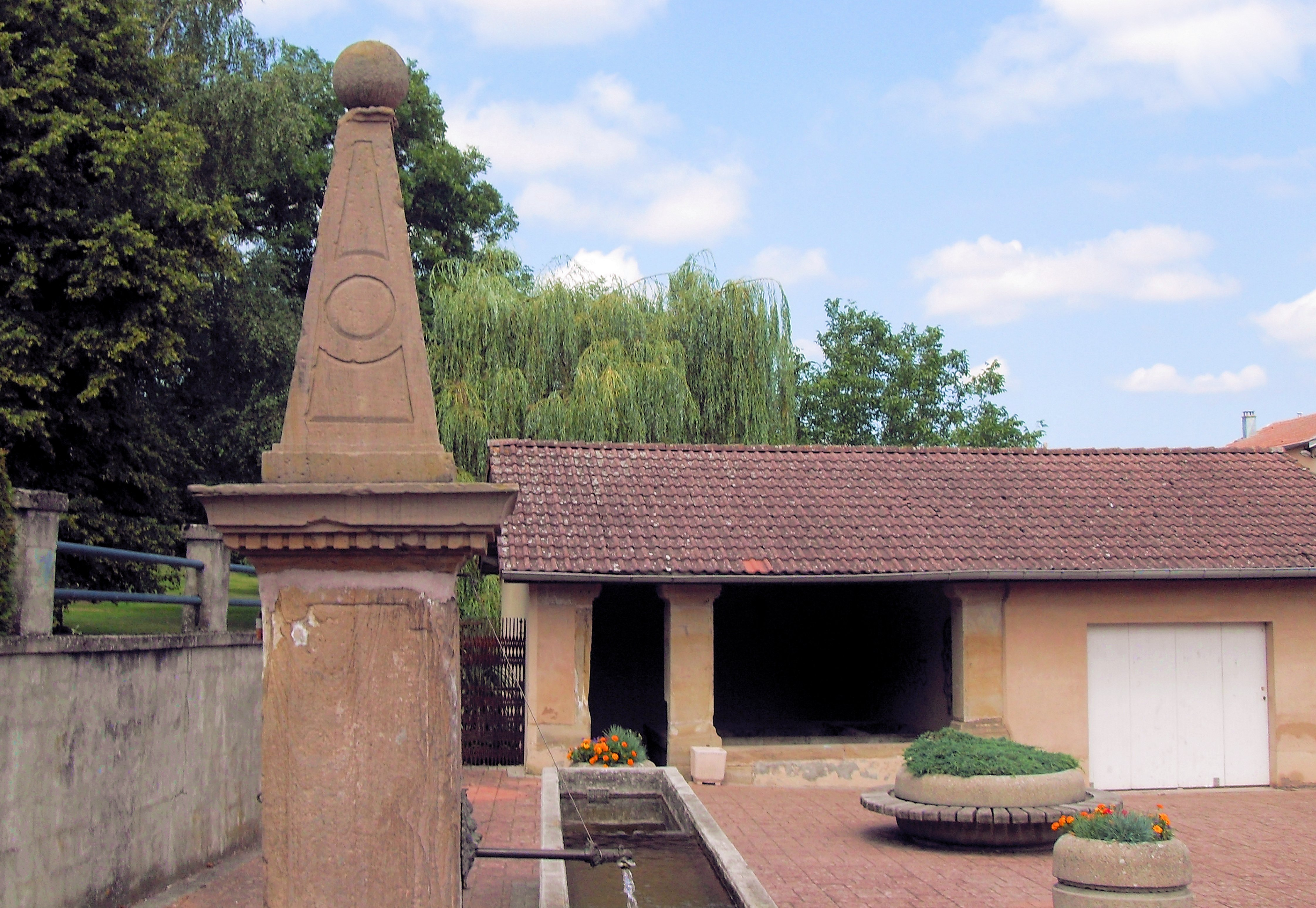
Fontaine-abreuvoir.

- L'église Notre-Dame-de-l'Assomption[32],[33],[34]. L’église se situe sur la place centrale du village. L'église a été construite en 1714 par Claude François Gourdot, bachelier en théologie, prêtre et curé de Brantigny. Il aurait lui même payé les frais de construction. L'église possède des vitraux en grisaille.

Tableau commémoratif 1914-1918 dans l'église de Brantigny.
- Fontaine-abreuvoir[36].
- Calvaire qui serait daté de 1688.
- Patrimoine architectural rural recensé par le service régional de l'Inventaire général du patrimoine culturel : Fermes, maisons d'ouvriers[37]...

### Personnalités liées à la commune
- Vincent Munier, né le 14 avril 1976, photographe animalier renommé, a habité Brantigny.
- Titulaires de la Légion d'Honneur :

Duchêne Marie Joseph Marcel,
Ravon Charles Etienne Sigisbert.

### Héraldique, logotype et devise
| Blason | Blasonnement : D’azur à l’épée haute d’argent ornée d’or accostée, à dextre, d’une croix de Lorraine d’or et, à senestre, d’un crosseron du même garni d’un sudarium d’argent. Commentaires : Armoiries dessinées par R.A Louis et Bernard Georgin, adoptées par la commune le 09 décembre 2015. |